# Cotna
Una cotna és la tira de pell de la cansalada, fregida, saltejada en una paella o torrada en una graella. Les cotnes són cruixents i daurades pel costat exterior de la pell i solen menjar-se com a tapa o aperitiu, com acompanyament o amb miques.

## Característiques
La cotna procedeix de la part ventral del porc, en concret, de la cansalada adobada. La cotna és essencialment la pell, però pot dur un poc de cansalada. La cansalada viada que es posava a assecar a les cuines amb el fum de la llar també es consumia crua a més d'utilitzar-se per a fer cotnes. El llardó és el producte que s'aconseguix fonent el sagí per a obtindre el saïm (o llard, dit també sagí al País Valencià) que s'utilitzava per cuinar en lloc d'oli d'oliva.
Les cotnes, anomenades torreznos o cortezas en espanyol, són populars en algunes cuines de la península ibèrica. A la província d'Àvila es prenien per a esmorzar a causa de la seva naturalesa altament calòrica. També es fregien i s'introduïen en una olla de fang amb oli i mantega per a ser consumides simplement escalfant-les en qualsevol època de l'any. Les tires de cansalada que s'utilitzen per a fer les cotnes s'adoben en alguns indrets amb pebre vermell i orenga, fet que els dona un sabor especial, o s'acompanyen amb gofio a les illes Canàries. A Extremadura la cansalada viada crua, seca i adobada es consumeix amb el gaspatxo. A Andalusia les cotnes reben el nom de chicharrones, normalment en una preparació més disgregada i tova que les cotnes. Des de l'any 2013 el Torrezno de Sòria té la declaració de marca de garantia.
Al Lazarillo de Tormes apareixen referències a la preparació de cotnes: sangraba el avariento fardel, sacando no por tasa pan, más buenos pedazos, torreznos y longaniza. El dibuixant Santiago Valenzuela va anomenar «Capitán Torrezno» el personatge que dona nom a les seves aventures amb motiu de com de comuna és aquesta tapa als bars que sovinteja el personatge.